# Basozabal (Sondica)
Basozabal es una entidad de población española del municipio de Sondica, perteneciente a la provincia de Vizcaya, en la comunidad autónoma del País Vasco. En 2023, la entidad singular de población tenía empadronados 3748 habitantes y el núcleo de población, 3703.